# プロビタミンA
プロビタミンA (Provitamin A) とは、動物体内においてビタミンAに変換されうる物質の総称。α-、β-およびγ-カロテン、β-クリプトキサンチン、エキネノンなど（図1）。一般にカロチノイドと呼ばれる色素に属し、レチニリデン残基構造（図2）を分子内に含む。

図1 代表的なプロビタミンAの構造

図2 レチニリデン残基の構造式

β-カロテンの活性が最も高く、他のプロビタミンA化合物の約2倍の活性を持つ。
| 化合物             | ビタミンA活性 |
| ------------------ | ------------- |
| α-カロテン         | 53            |
| β-カロテン         | 100           |
| γ-カロテン         | 44            |
| クリプトキサンチン | 57            |

なお、プロビタミンA化合物は、ビタミンAとは異なり、過剰摂取による障害を示さない。これは、プロビタミンA化合物のビタミンAへの変換が調節されているためである。